# Els Chiens Perrins
Els Chiens Perrins (en català Els Gossos Mugint) formen un escull immergit a marea alta situat al nord-oest de l'Île d'Yeu, enfront de la Punta del But. Formen, junt amb els de Basse Flore i els de Grand Champ, els «naufragadors» de l'illa. A causa dels corrents marins que arriben al nord de Basse Flore i creen un remolí permanent, l'indret és particularment perillós pels navegadors i les llistes de naus que s'hi han estavellat i la de mariners que hi han perdut la vida són, d'altra banda, extenses. Els salvaments a la mar són prou freqüents.

## Els naufragis
Des de l'edat mitjana l'escull fou la causa d'innombrables naufragis.
Segle XVIII

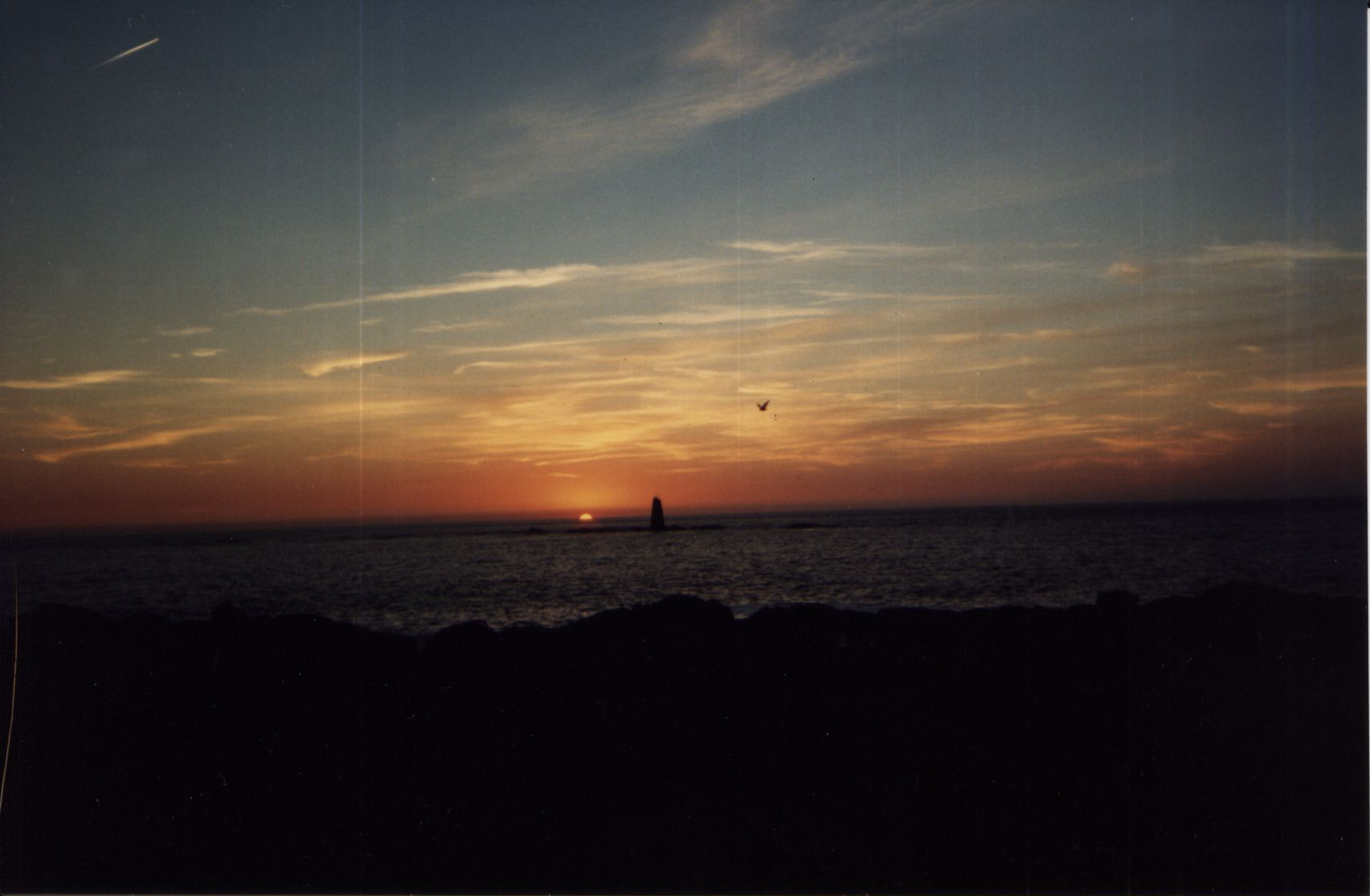
Els Chiens Perrins l'any 1990.

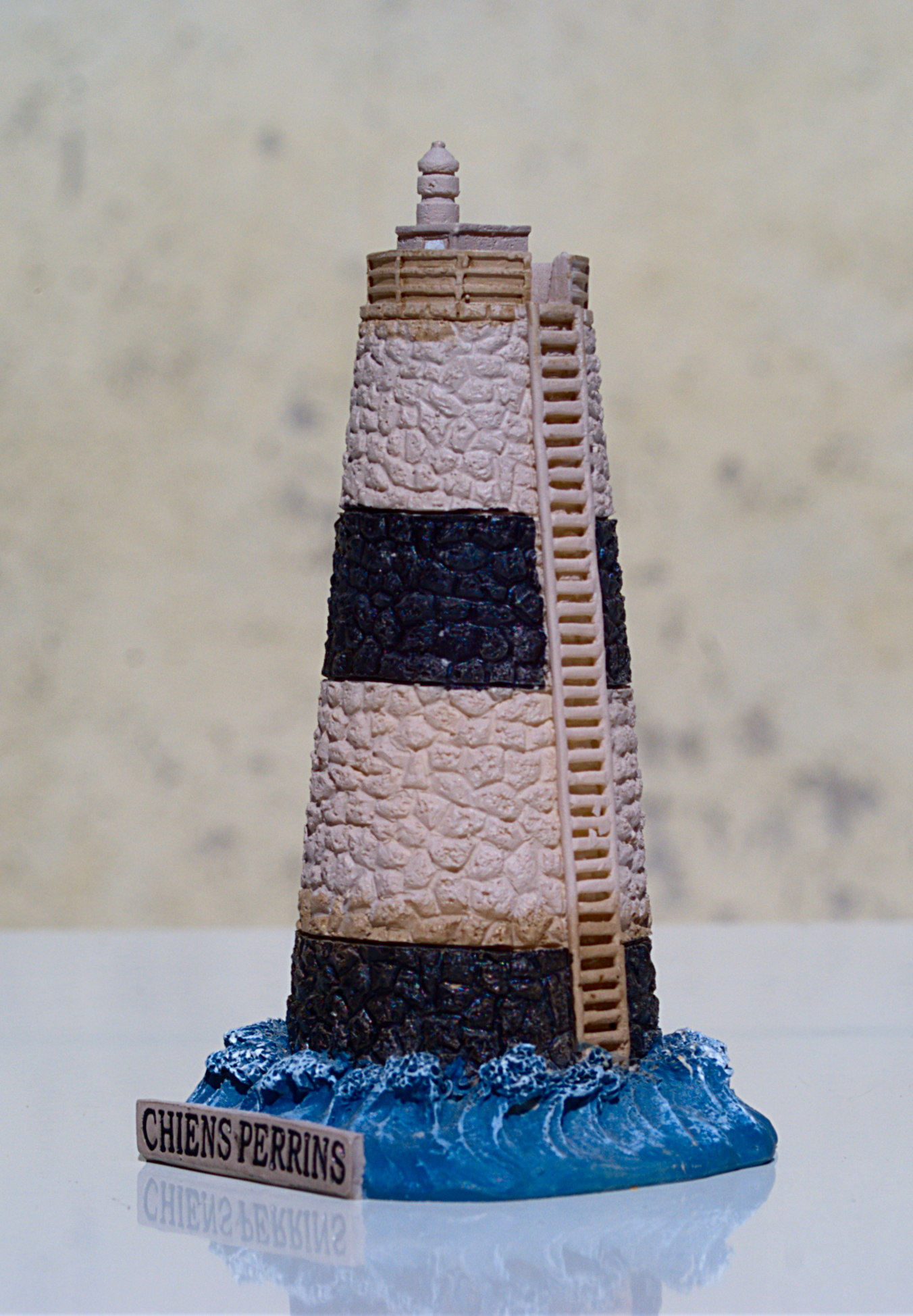
Miniatura de la torreta-balisa dels Chiens Perrins

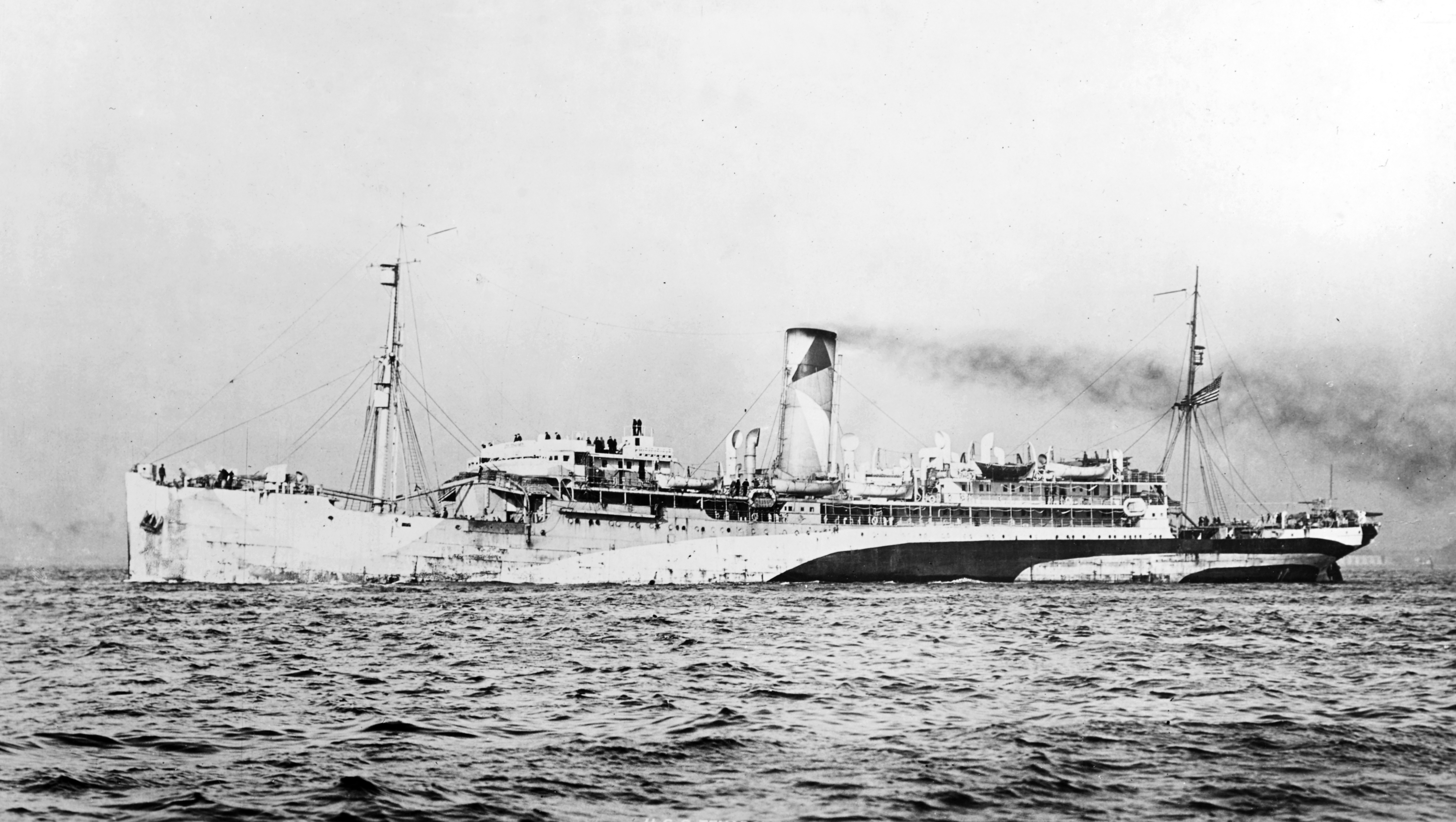
USS Tenadores

- El David, nau del rei, malgrat que era tripulada per un mariner de l'illa. 30 sobrevivents dels 137 homes de la tripulació.[3]
- El Royal Louis (17 d'octubre del 1772).[4]
- El Jeune Louis (7 de gener del 1791) nau negrera de tres pals.[5]
- El Conseil de Flandres (20 d'octubre del 1784), nau negrera, encallada sobre el Grand Champ.[6]

Segle XIX
La llista dels naufragis és força llarga, especialment durant la segona meitat del segle xix:
- L'Active, (4 de gener del 1827), llanxa de vela, amb la mort dels seus 80 homes de la tripulació. A continuació d'aquest drama, va decidir-se de construir el far de la Petite Foule, també anomenat el Grand Phare.[8]
- La Ville de Montaigu (20 de setembre del 1827), bergantí.[9]
- L'Undine (26 de febrer del 1857), nau anglesa, enfonsada.[10]
- L'Elderra (31 de gener del 1862), un tres-pals espanyol.
- El Danzig (3 d'abril del 1867), vaixell de càrrega a granel anglès, encallat i desencallat.[11]
- El Grand-Vaillant (1867)
- L'Actif (11 de març del 1869), nau de vela que transportava pedres per construir.[12]
- L'Excelsior (13 de març del 1870), vaixell de vapor anglès.[13]
- El Huron, britànic, (16 de març del 1875) nau de vela.[14]
- El Bordeaux (27 de desembre del 1875), vaixell de càrrega a l'engròs neerlandès.[15]
- La Mathilde (3 d'abril del 1878), un sol supervivent dels 17 homes de la tripulació.[1][16]

Segle XX
- El Chile, (29 de gener del 1917), vaixell de càrrega a graner xilè, encallat.[17]
- El Tenadorés, vaixell de càrrega general transatlàntic americà de passatgers i mercaderies (28 de desembre del 1918) encallat sobre la Basse Flore a causa de la boira, ja que va confondre la sirena de boira de la Punta del But amb la d'un altre vaixell.[18][19]
- El Floris (27 d'octubre del 1924), vaixell de càrrega a graner, encallat.[20]
- L'Artha (8 de gener del 1933), pescador encallat.[21]
- L'Arta (1935), pescador, naufragat a l'Anse des Broches.[22]
- La Canadienne (30 de març del 1941), una pinassa de Saint-Gilles-Croix-de-Vie. La nau, empesa per ones rompents, va acabar probablement trencant-se sobre els esculls, fet que va provocar la mort dels sis mariners.[23][24]
- El Furtet (1950), enfonsat.[25]
- El Fureteur (13 de març del 1951), pescador de La Rochelle, perdut als Trupailles per raó de la tempesta, cap sobrevivent.[26]

Segle XXI
- Un vaixell esportiu empès sobre les roques (20 de juliol del 2010) on les cinc persones que anaven a bord van poder refugiar-se sobre la torreta.[27][28]
- Un veler neerlandès encallat sobre les roques (4 de juny del 2014).[29]

## La torreta-balisa
La decisió d'edificar la torreta-balisa va ser presa arran del naufragi de la Mathilde l'any 1878. L'edifici, construït al mig de l'escull, fa 19 metres d'alçada i és una balisa cardinal oest (groc-negre-groc).
La balisa va funcionar amb gas propà des de l'any 1935. Després, va ser electrificada amb un abast de 7 milles nàutiques pel sector blanc, i 4 milles pel sector verd.